# Alainen-Tuhkio
Alainen-Tuhkio eller Tuhkiojärvi är en sjö i Finland. Den ligger i kommunen Multia i landskapet Mellersta Finland, i den centrala delen av landet, 270 km norr om huvudstaden Helsingfors. Alainen-Tuhkio ligger 201,2 meter över havet. I omgivningarna runt Alainen-Tuhkio växer i huvudsak barrskog. Den är 2,9 meter djup. Arean är 78 hektar och strandlinjen är 6,14 kilometer lång. Sjön  ingår i Kumo älvs huvudavrinningsområde. 